# Alfacinha

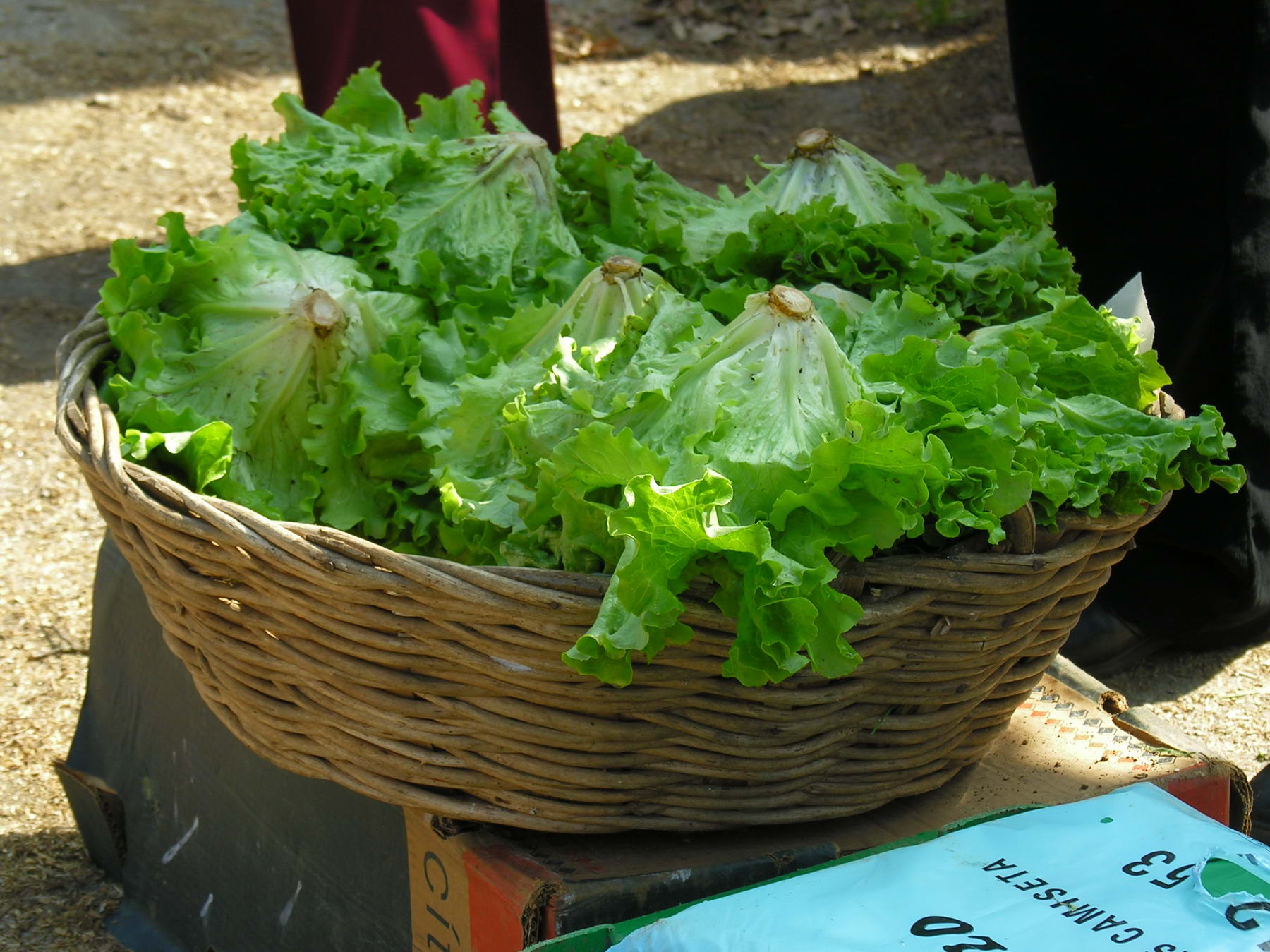
Alfaces, as hortaliças que motivaram a alcunha dada aos lisboetas.

Alfacinha é uma designação popular de etimologia incerta para designar os naturais de Lisboa. Sua primeira referência clara surgiu em meados do século XIX, na obra "Viagens na Minha Terra", de Almeida Garrett (1846): "Pois ficareis alfacinhas para sempre, cuidando que todas as praças deste mundo são como a do Terreiro do Paço".
Não há certeza sobre a origem do termo, mas há diversas versões que buscam explicá-la. De acordo com o Gabinete de Estudos Olisiponenses, no ano de 1943 Fernanda Reis publicou um artigo no Boletim do Grupo Amigos de Lisboa intitulado Alfacinhas, contando que andou pela capital portuguesa a perguntar a razão do nome. “Explicaram-me que tal soubriquet (apelido) viera aos da capital por serem muito amigos de alfaces e por as comerem exageradamente”, escreveu ela. Outra razão apontada é que os lisboetas, tal qual as hortaliças, não se movimentavam muito: "talvez se possa avaliar qualquer coisa de suas antepassadas que viviam como aves de estimação fechadas em casas-gaiola e só usavam de uma liberdade muito reduzida para ir à Igreja, para cumprir o dever de uma visita ou ainda para figurar na romaria devota de uma procissão".
Outra explicação é apontada pela revista LX Metrópole, de maio de 2002, que especula que o motivo da designação é o gosto dos portugueses por "ir às hortas (…) em busca de  frescura, da sombra das árvores e do folguedo".
Segundo uma explicação trazida na coluna "O Poço da Cidade", num jornal de 1984, o termo advém do facto de na região da cidade de Lisboa a alface ser uma planta abundante, e dada a origem árabe da palavra, ter sido cultivada em larga escala durante o período muçulmano. Esta abundância de alfaces está também ligada a outra explicação apontada pela mesma coluna, que atribui a origem do termo ao facto de este ter sido o único alimento disponível aos habitantes durante um prolongado cerco.